# Oligomantis orientalis
Oligomantis orientalis es una especie de mantis de la familia Hymenopodidae.

## Distribución geográfica
Se encuentra en  Malasia y Sumatra.